# Autoroute 406 (Ontario)
L'autoroute 406 est une autoroute de l'Ontario reliant Welland à la Queen Elizabeth Way, en passant par Thorold et Saint Catharines. Elle possède une longueur totale d'environ 26 kilomètres.
Toutefois, jusqu'en 2013, l'autoroute 406 était la seule autoroute de la série 400 en Ontario possédant plusieurs intersections en plus d'avoir seulement 2 voies dans certaines sections de l'autoroute. La section description du tracé vous l'explique en détail.
Dans le centre-ville de Saint Catharines, la limite de vitesse est de 80 km/h.

## Description du Tracé

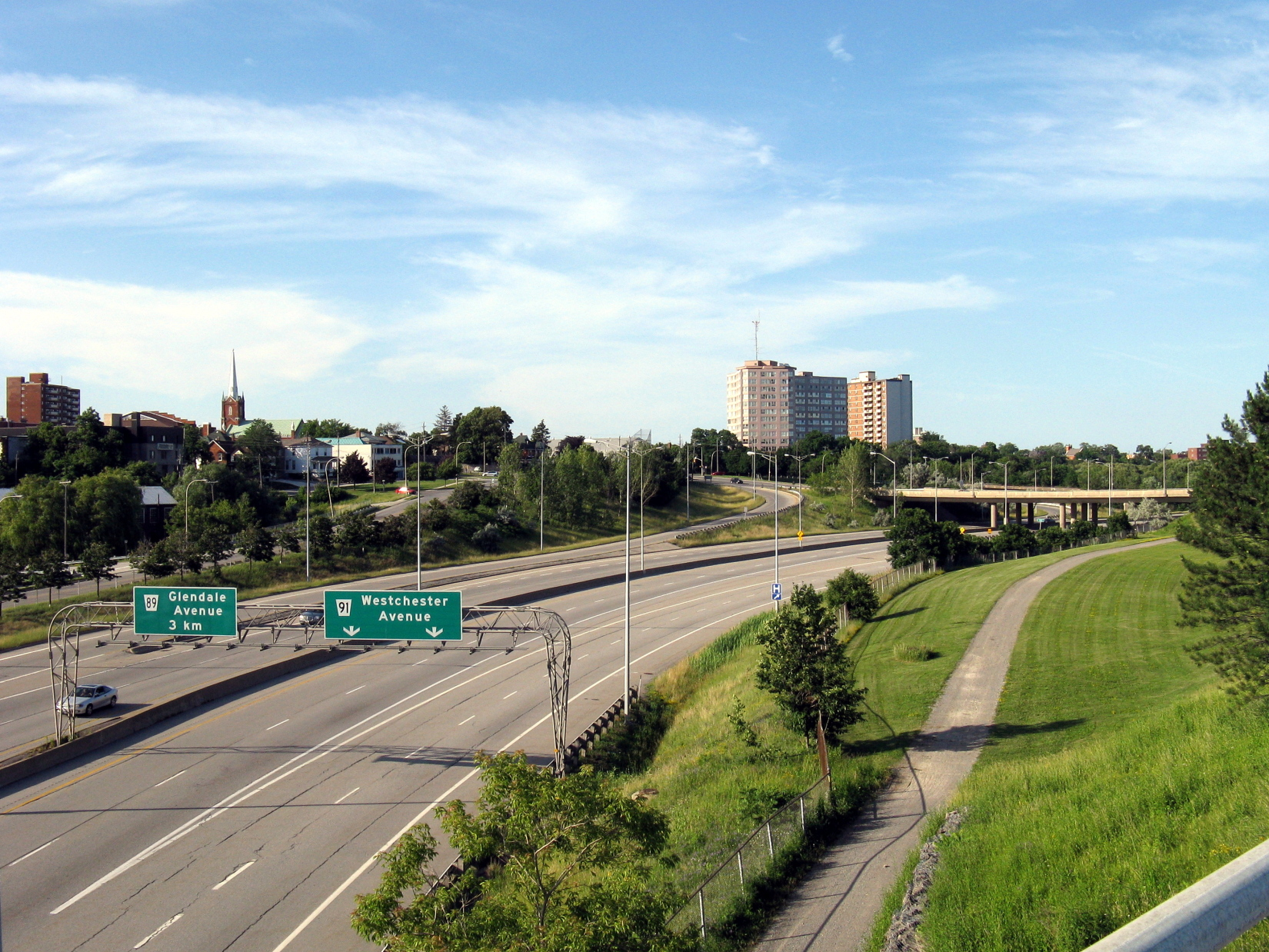
L'autoroute 406 à la hauteur de Westchester Ave, dans le centre-ville de Saint Catharines.

L'autoroute 406 commence à la hauteur de Welland, tout juste à l'ouest du tunnel sous le canal Welland (Main St.), à un carrefour giratoire. Elle se dirige vers le nord pendant 6 kilomètres en contournant Welland par l'est et en croisant Woodlawn Rd. (Route 41), Merritt Rd. et Port Robinson Rd. (Route 63). Elle se dirige ensuite vers le nord en traversant Thorold et les environs. C'est au kilomètre 17 que l'autoroute fait son entrée dans Saint Catharines.
L'autoroute 406 traverse la ville de Saint Catharines par le centre, en passant tout près du centre-ville. En effet, elle contourne le centre-ville par le sud avant de rejoindre la Queen Elizabeth Way, au nord-ouest du centre-ville de Saint Catharines.

## Projets Futurs
L'autoroute 406 a été complété en véritable autoroute à quatre voies divisées sur toute sa longueur que vers 2013 : en effet, en 2012, des travaux étaient en cours dans le but d'éliminer les sections dangereuses de l'autoroute (intersections).

## Liste des Sorties
| ville                                 | km | #         | Destinations                                                             | Notes                                        |
| ------------------------------------- | -- | --------- | ------------------------------------------------------------------------ | -------------------------------------------- |
| Saint Catharines                      | 0  |           | QEW - Niagara Falls, Toronto                                             | Début 406                                    |
| Saint Catharines                      | 3  | 4         | Fourth Avenue (route 77)                                                 |                                              |
| Saint Catharines                      | 5  | 6 & 6A    | Westchester Ave.(route 91)                                               | sortie 6 vers le sud, sortie 6A vers le nord |
| Saint Catharines                      | 6  | 6B        | Geneva St. (route 46)                                                    | Direction nord seulement                     |
| Saint Catharines                      | 8  | 9         | Glendale Ave. (route 89)                                                 |                                              |
| Thorold                               | 10 | 10        | Route 58, Thorold, Niagara Falls                                         | Direction sud seulement                      |
| Thorold                               | 11 | 11A & 11B | Route 58, Thorold (Direction nord seulement), St.David's Road (route 71) |                                              |
| Thorold                               | 13 | 14        | Beaverdams Rd. (route 67)                                                |                                              |
| Thorold                               | 16 | 17        | Canboro Rd. (route 20) - Fonthill, Niagara Falls                         |                                              |
| Thorold                               | 20 | 21        | Merritt Rd. (route 37)                                                   |                                              |
| Welland                               | 23 | 23        | Woodlawn Rd. (route 41), Daimler Pkwy.                                   |                                              |
| Welland                               | 26 |           | Route 140 sud; Main St. (route 27) - Welland, Port Colborne              | carrefour giratoire; fin 406                 |
| Jaune= intersection (aucun échangeur) |    |           |                                                                          |                                              |